# جامعه رایانه بریتانیا

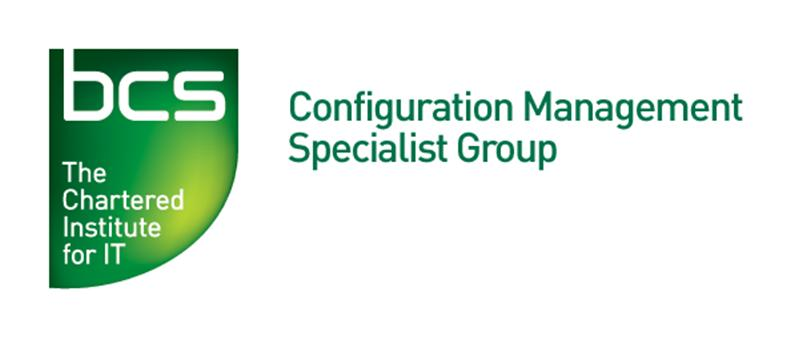

جامعه رایانه بریتانیا (انگلیسی: British Computer Society) یک گروه حرفه ای و انجمن علمی است که معرف اشخاصی است که در حوزه فناوری اطلاعات در بریتانیا و به شکل بین‌المللی کار می‌کنند. این جامعه در سال ۱۹۵۶ پایه‌گذاری شده‌است و نقش مهمی در زمینه آموزش و تربیت متخصصین فناوری اطلاعات و مهندسین کامپیوتر، حمایت شغلی آنها، صدور مجوزهای مشخص در زمینه فناوری اطلاعات دارد. همچنین در ایجاد یک جامعه فعال جهانی در پیشبرد و ارتقای این حوزه نقش دارد.